# Rónald Matarrita
Rónald Alberto Matarrita Ulate (Alajuela 9 de julho de 1994), conhecido como Rónald Matarrita, é um futebolista costarriquenho que atua como lateral-esquerdo. Atualmente joga pelo Aris.

## Carreira no clube

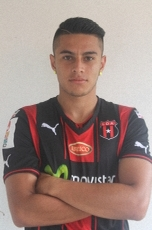
Rónald no Alajuelense.

### New York City FC
Matarrita foi contratado pelo New York City FC vindo do Alajuelense em 20 de janeiro de 2016 por uma quantia não revelada. Matarrita fez sua estreia na MLS contra o Chicago Fire em 6 de março de 2016. Ele marcou seu primeiro gol pelo New York City durante uma vitória por 2-0 sobre o Seattle Sounders em 25 de junho de 2016. Depois de boas atuações na primeira temporada, ele foi nomeado Jogador Defensivo do Ano da equipe.

### FC Cincinnati
Em 29 de dezembro de 2020, Matarrita assinou com o FC Cincinnati.

## Carreira internacional
Matarita representou a Costa Rica nos níveis sub-17, sub-20, sub-22 e principal. Ele fez sua estreia na equipe principal em 5 de setembro de 2015 em um amistoso contra o Brasil. Ele marcou seu primeiro gol pela Costa Rica em 6 de setembro de 2016, na vitória por 3 a 1 sobre o Panamá, em uma partida válida pelas eliminatórias para a Copa do Mundo. Matarrita foi convocado para a Copa do Mundo da FIFA 2018, mas foi cortado do torneio três dias antes da estreia da Costa Rica devido a uma lesão no tendão. Matarrita foi convocado pelo técnico Luis Fernando Suárez para a disputa da Copa do Mundo FIFA de 2022.

## Títulos
Alajuelense
- Primeira Divisão da Costa Rica : 2013–14 Invierno

Individual
- Melhor XI da CONCACAF : 2016[10]
- Equipe da MLS da Semana 2016: Semana 6,[11] Semana 10,[12] Semana 16,[13]